# Manuel Cabit
Manuel Frédéric Cabit, más conocido como Manuel Cabit, (Fort-de-France, 3 de junio de 1993) es un exfutbolista francés que jugaba de defensa.
En noviembre de 2019 resultó gravemente herido en un accidente de coche. Viajaba en el vehículo junto a Kévin N'Doram, que resultó herido leve. Como consecuencia de ello no pudo volver a jugar a fútbol y se retiró en 2022.

## Selección nacional
Fue internacional sub-15 con la selección de fútbol de Martinica.

## Clubes
| Club                   | País    | Año       |
| ---------------------- | ------- | --------- |
| F. C. M. Aubervilliers | Francia | 2012-2013 |
| F. C. Chambly          | Francia | 2013-2014 |
| A. S. M. Belfort       | Francia | 2014-2015 |
| A. S. Béziers          | Francia | 2015-2016 |
| A. C. Ajaccio          | Francia | 2016-2019 |
| F. C. Metz             | Francia | 2019-2022 |